# Дом на културата Искър
Дом на културата „Искър“ е най-старият културен дом на територията на София. Намира се до езерото в жилищен комплекс „Дружба 1“.
Построен е през 1953 г. в характерен за този период архитектурен стил. Започва дейността си като Профсъюзен дом на културата. За годините на съществуването си последователно създава и разпространява достиженията на българската култура. Имената на редица изтъкнати български творци са свързани с неговата история.
Съхранявайки натрупания опит и традиции, вече като общински културен институт, Домът на културата „Искър“ развива различни форми на творчески диалог и създава условия за приобщаване на нова публика. Неговата дейност е подчинена на принципите на децентрализация на културните процеси в столицата и подпомага изграждането на съвременната визия на творческа София.
Институтът предлага разнообразна културна програма, в която са включени театрални, филмови, музикални прояви, творчески срещи, литературни четения, фестивали, семинари и др.
ДК „Искър“ е дома на Софийския духов оркестър. Създаден през 1951 г. от известния български музикант Сашо Михайлов, оркестърът отдавна се е утвърдил като най-представителния духов състав в България, с богата творческа история. Репертоарът му включва произведения от всички стилове и епохи – симфонична, оперна, оперетна, филмова, народна музика, евъргрийни, оркестрации на произведения от 19 и 20 в. Традиционни са летните изяви на оркестъра в Борисовата градина и коледните гала-концерти в зала „България“, на които солисти през последните години са Людмил Ангелов, Йълдъз Ибрахимова, Мария Илиева, Васил Петров, Орлин Павлов, Миро, Поли Генова, Еделина Кънева и др. Софийският духов оркестър е носител на Почетния знак на Столичната община, Кристална лира - най-високото отличие на СБМТД и "Златна монета" на Съвета на европейската научна и културна общност.
От 2016 до 2021 г. в културния дом се снима предаването "Комиците и приятели", а от есента на 2024 г. там периодично се провеждат и епизоди пред публика на живо на подкаста на Йонислав Йотов – „При Тото“.
Домът разполага с библиотека с над 15 000 бр. тома – художествена, научна, специализирана, детска литература, енциклопедии и др.
Домът на културата „Искър“ е носител на редица престижни награди за високи професионални постижения и значим обществен принос с будителски дух:
- през 2016 г. институтът и неговият директор Евгения Михайлова стават носители на приза „Народен будител 2016“ на Столичната община и СУ „Св. Климент Охридски“;
- през 2017 г. Домът получава наградата „Златно перо“ на Classic FM радио, а директорът – „Златна монета“ на Съвета на европейската научна и културна общност.